# Hymn Sudanu
Nahnu Dżund Allah Dżund Al-watan (arab. ‏نحن جند الله جند الوطن‎, „Jesteśmy żołnierzami Boga i naszej Ojczyzny”) – hymn państwowy Sudanu.
Hymn przyjęto w 1956 roku. Autorem tekstu jest Ahmad Muhammad Salih, muzykę skomponował Ahmad Murjan.

## Tekst
نحن جند الله جند الوطن
ان دعى داعى الفداء لم نخن
نتحدى الموت عند المحن
نشترى المجد بأغلى ثمن
هذه الأرض لنا فليعيش سوداننا
عالما بين الأمم
يا بنى السودان هذا رمزكـم
يحمل العبء و يحمي أرضكم

## Transkrypcja
Naḥnu jundu Allāh jundu l-waṭan
ʾIn daʿā dāʿī al-fidāʾ lam nakhun
Nataḥaddā l-mawt ʿinda l-miḥan,
nashtarī l-majda bi-ʾaghlā thaman
Hādhihī l-ʾarḍu lanā fal-yaʿish Sūdānunā,
ʿalaman bayna l-ʾumam
Yā banī s-Sūdān, hādhā ramzukum
yaḥmilu l-ʿibʾa wa yaḥmī ʾarḍakum.

## Tekst
Jesteśmy żołnierzami Boga i naszej Ojczyzny,
Gdy wezwie nas do poświęcenia, nie zdradzimy jej.
Stawimy czoło śmierci i wszelkim przeciwnościom,
Za chwałę gotowi jesteśmy zapłacić najwyższą cenę.
Ta ziemia należy do nas, niech żyje nasz Sudan,
Wskazujący drogę wszystkim narodom!
Dzieci Sudanu, oto jest wasz symbol,
Wypełniajcie swój obowiązek i brońcie swojej ziemi!